# Langxi
Langxi (en chino, 郎溪; pinyin, Lángxī) es un condado  bajo la administración directa de la Prefectura Xuancheng en la Provincia de Anhui, República Popular China. Su área es de 1100 km² y su población total para 2010 superó los 320 mil habitantes. 

## Administración
Desde julio de 2020, el  Condado Langxi se divide en 9 pueblos que se administran en 7 poblados y 2 villas.